# Pogórze Dynowskie
Pogórze Dynowskie (513.64) – mezoregion geograficzny w południowej Polsce. Nazwa pochodzi od miasta Dynów.
Na zachodzie graniczy z Pogórzem Strzyżowskim (granicą jest Wisłok), na wschodzie z Pogórzem Przemyskim (granicą jest San na odcinku od Trepczy (koło Sanoka) po Przemyśl), na północy droga Rzeszów – Jarosław – Przemyśl, a na południu Doły Jasielsko-Sanockie. Najwyższymi szczytami są: Sucha Góra (591 m n.p.m.), Królewska Góra (554 m), Grabówka (531 m), Kiczora (516 m).
Typowymi zespołami roślinnymi na Pogórzu są grądy, w dolinach rzecznych lasy łęgowe, a w wyższych partiach buczyna karpacka, lasy jodłowo-bukowe, lasy sosnowe.
W 1993 powstał Czarnorzecko-Strzyżowski Park Krajobrazowy, chroniący na 25,784 ha najcenniejsze obszary Pogórza Dynowskiego i Strzyżowskiego. Na Pogórzu istnieje również wiele rezerwatów przyrody, jak np. rezerwat Prządki.

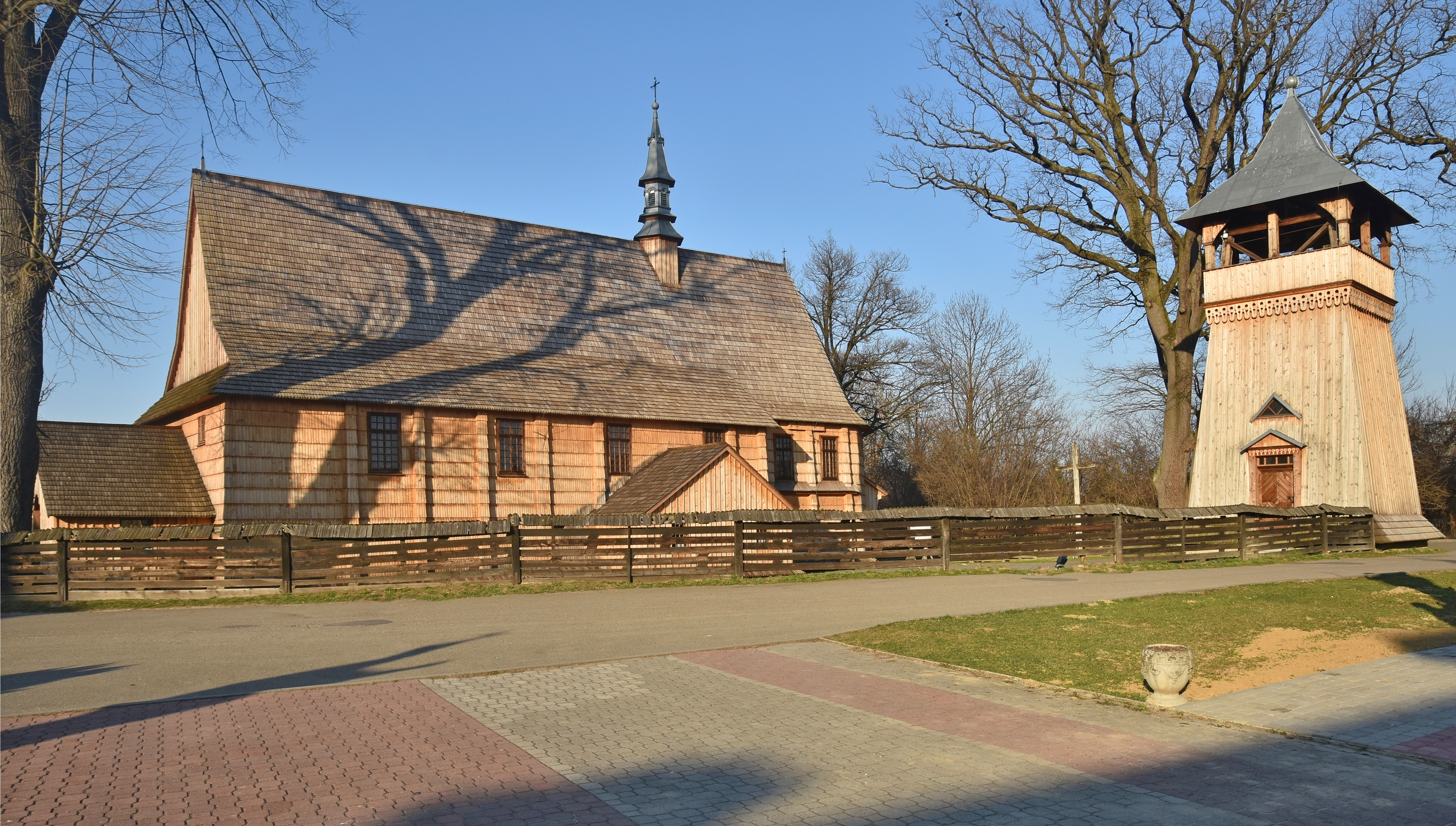
Domaradz, kościół św. Mikołaja
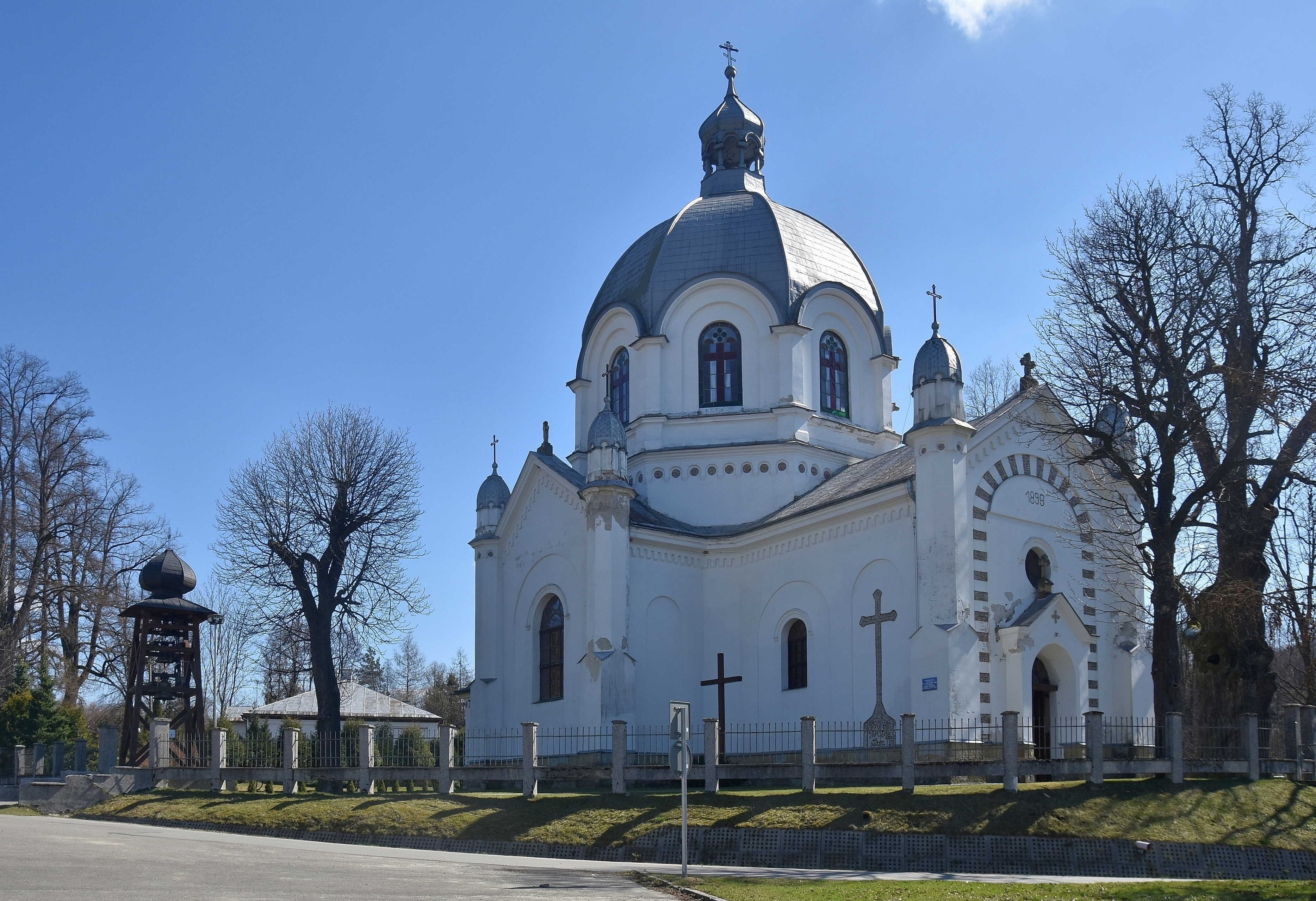
Węglówka, dawna cerkiew
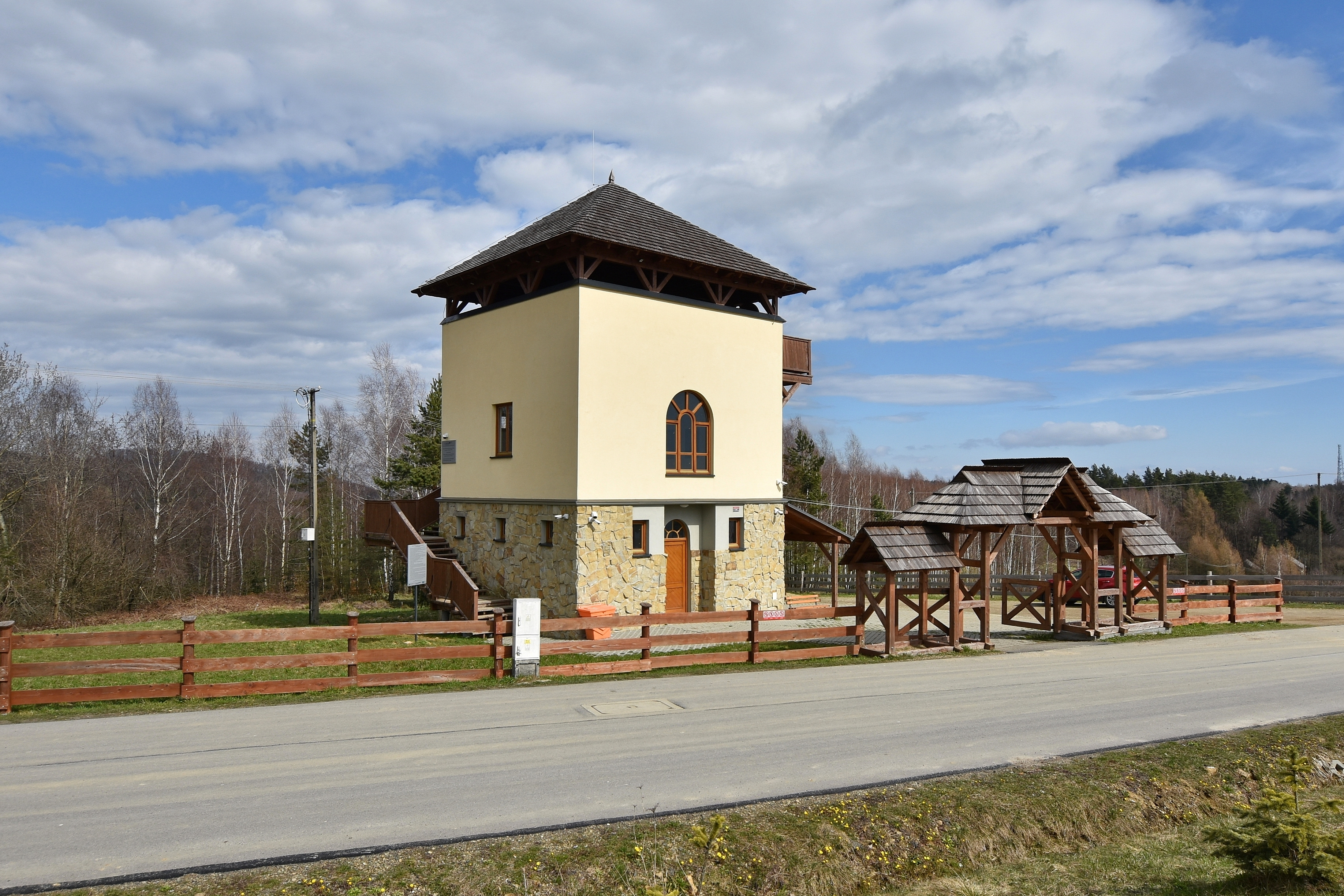
Wieża widokowa w Czarnorzekach